# Цешинський повіт
Цешинський повіт (пол. powiat cieszyński) — один з 17-ти земських повітів Сілезького воєводства Польщі.
Утворений 1 січня 1999 року в результаті адміністративної реформи.

## Географія
Річки: Вісла, Чорна Віселка, Біла Віселка, Малинка, Гошціїв, Копидло, Дзехцінка, Явірник, Ґахура, Добка, Яшовець, Гостірадовець, Млинівка, Бренниця, Баєрка, Бладниця, Кнайка. Розташоване Яблунковське міжгір'я.

## Загальні дані
Повіт знаходиться у південній частині воєводства.
Адміністративний центр — місто Цешин.
Станом на 01.01.2008 року населення становить 171 231 осіб, площа 730,25 км².

## Демографія
Демографічні дані повіту станом на 30.06.2005:
|       | Всього  | Всього | Жінки  | Жінки | Чоловіки | Чоловіки |
| ----- | ------- | ------ | ------ | ----- | -------- | -------- |
|       | осіб    | %      | осіб   | %     | осіб     | %        |
| Повіт | 170 615 | 100    | 88 790 | 52    | 81 825   | 48       |
| Міста | 81 151  | 100    | 43 157 | 53,2  | 37 994   | 46,8     |
| Села  | 89 464  | 100    | 45 633 | 51    | 43 831   | 49       |